# Guardacostas (Imperio español)

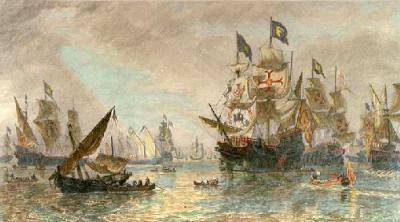
Armada española. Oswald W. Brierly,.

Guardacostas era el término oficial usado en el Imperio español, en la etapa de los siglos XVII a XIX, para referirse a los corsarios encargados de la defensa costera de los territorios de ultramar, dedicados a la caza de piratas, contrabandistas y corsarios de naciones extranjeras. Tuvieron su apogeo con las reformas navales de la dinastía borbónica, que integró a los corsarios privados en codependencia con las armadas reales, sistema que capitanes como Blas de Lezo ayudaron a desarrollar. Entre los principales corsarios se hallaban Miguel Enríquez, Juan Corso y Nicolás de la Concepción.
Esta clase de corso se convirtió en el pilar de la vigilancia costera contra la piratería y el contrabando, apresando a lo largo de los años centenares de buques ingleses, holandeses, franceses y daneses y alimentando las economías locales indianas con el botín de sus capturas. Los guardacostas hispánicos ganaron una pésima reputación internacional por su brutalidad y excesos, ya que atacaban barcos foráneos indiscriminadamente y arrestaban o ejecutaban a sus tripulaciones a la menor sospecha de ilegalidad, incluso aunque a veces ellos mismos practicaban los delitos que perseguían.
Aunque poco conocidos en la modernidad, los guardacostas resultaron altamente efectivos y lucrativos en su papel, obteniendo cotas de capturas superiores a las de la propia piratería extranjera de la época. El almirantazgo británico llegaría a recibir informes en 1722 de que los guardacostas españoles suponían un peligro mayor que los piratas de cualquier nación. A pesar de los notables avances traídos por estas iniciativas, el problema pirata continuó sin desaparecer debido al ardor de todos los implicados y a las dificultades logísticas de erradicar un problema descentralizado.

## Características
Los guardacostas eran eminentemente corsarios reclutados en las poblaciones locales. Aportaban los barcos y armas y se le confería autoridad para capturar y traer a puerto todo buque extranjero que diera sospechas de piratería o contrabando, recibiendo a cambio parte de los beneficios del requiso. Aunque los dueños de los buques tomados tenían derecho a reclamación, el escenario habitual era que los barcos y los bienes se vendieran rápidamente y sus dueños fueran redirigidos a comprárselos a sus nuevos propietorios o a viajar a Madrid para elevar una queja. Los tripulantes arrestados eran frecuentemente torturados y condenados a prisión, a muerte o trabajos forzados.

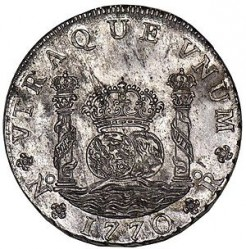
Real de a ocho, moneda global en el.

La naturaleza de su trabajo les confería una gran autonomía en la interpretación de las leyes y las demarcaciones geográficas, lo que significaba que, en la práctica, los guardacostas tomaban lo que querían con poca o ninguna prueba de delito. Encontrar en sus registros mercaderías netamente procedentes de las Indias hispánicas, como el cacao, la sal, las pieles, el rapé y el palo de Campeche, o incluso un solo real de a ocho español a bordo, bastaba para declarar el barco requisado por piratería o contrabando. Los guardacostas ejecutaban a veces a tripulaciones enteras, y en sus mayores extralimitaciones llegaban a asaltar asentamientos terrestres en las islas inglesas, holandesas y francesas.
Utilizaban sobre todo medias galeras de hasta dos palos y 120 hombres apodadas piraguas, que ocultaban en tierra con vegetación durante el día para después salir en ataques nocturnos contra buques desprevenidos, aunque con el tiempo adoptarían embarcaciones de todo tipo, grandes y menores, especialmente las rápidas y maniobreras balandras o sloops de 35 hombres, bien armadas y reunidas en pequeños grupos para abordar buques enemigos. Aunque muy inferiores a los buques de línea británicos enviados para contrarrestarles, éstos raramente lograban encontrarles o darles caza. Los guardacostas operaban a menudo en conjunción con pequeñas flotas reales llamadas armadillas en las fuentes de la época (también se llamaba armadillo a los barcos individuales fuertemente armados).
Sus tripulaciones eran tan variopintas como el propio Imperio español, compuestas por blancos, negros, indios, mestizos y mulatos, además de itálicos y balcánicos, y empleaban a renegados de todas las naciones volcados al servicio de España, con capitanes como Turn Joe, Richard Holland y Jelles de Lecat, un antiguo teniente del inglés Henry Morgan. El éxito de los guardacostas empujaba a piratas y bucaneros a cambiar de bando y unirse a ellos, a veces a cambio de amnistía, y la administración imperial les acogía con sorprendente liberalidad, aunque favoreciendo a los católicos o a los dispuestos a convertirse. Los corsarios llegados desde Vizcaya, sin embargo, eran los mayores en prestigio.

## Historia
En 1674, después de siglos de negativa a autorizar el corso, la Corona española comenzó a extender patentes en las Indias a fin de proteger las costas locales, muy a sazón de que Henry Morgan hubiera vencido a la Armada de Barlovento oficial en Maracaibo en 1669. Las primeras escuadras eran de naves de corte real, pero el coste de mantener armadas estables llevó a las autoridades a recurrir cada vez más a armadores privados en comisiones conjuntas, a menudo enviando navíos de guerra que, al llegar a las Indias, reunían flotas corsarias auxiliares para operar. Los corsarios guardacostas, a menudo milicianos y piratas reconvertidos, se volvieron pronto la mayor amenaza para los filibusteros y bucaneros extranjeros.

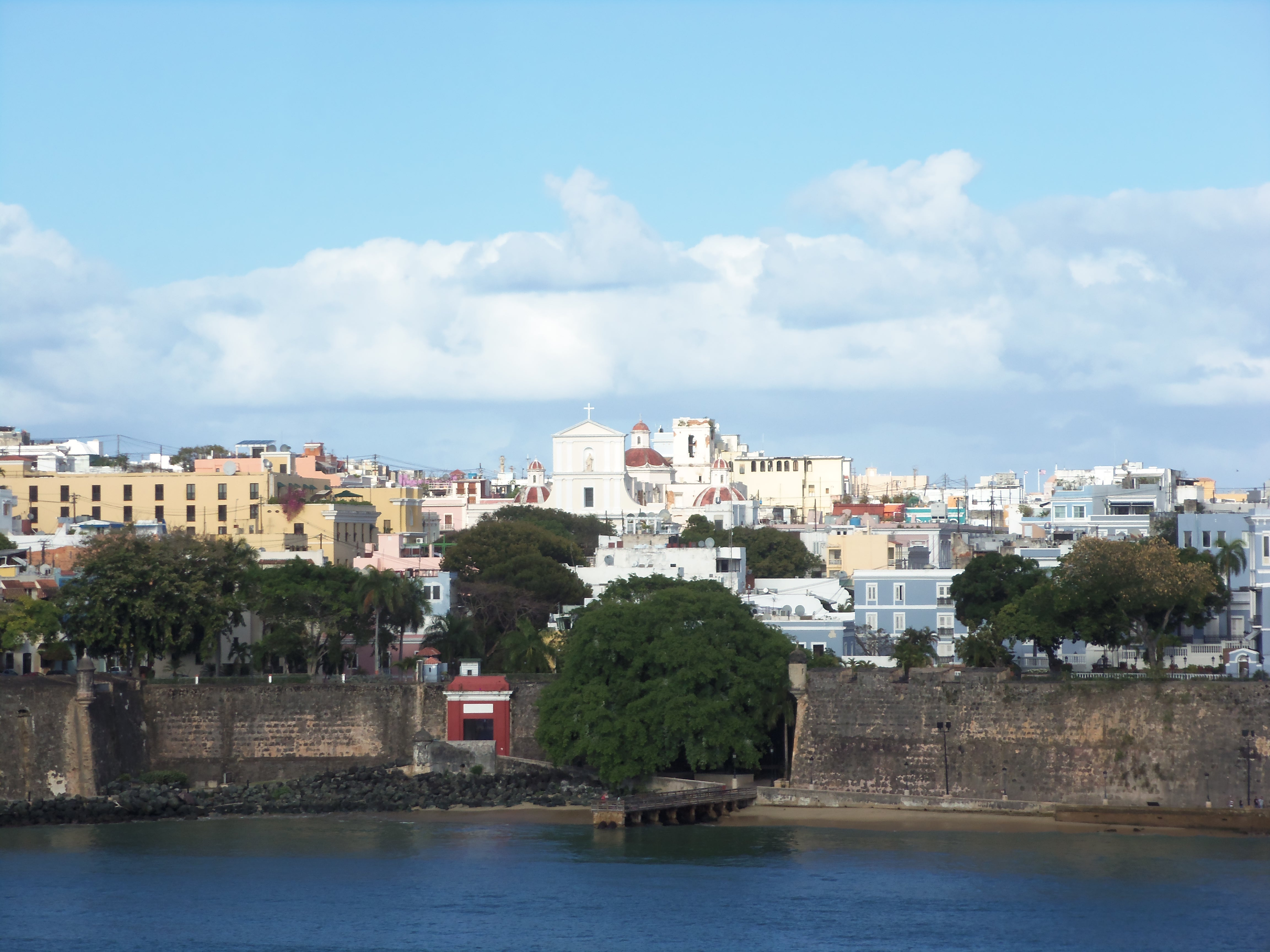
Puerto antiguo de San Juan, Puerto Rico.

A lo largo del siglo XVIII, los guardacostas hispánicos eran ya la principal medida defensiva del Imperio español contra la piratería, especialmente a causa de la implicación española en las diversas guerras europeas que absorbían sus recursos navales. Los británicos poseían derechos de comercio hispano desde el Tratado de Utrecht de 1715, pero correspondía precisamente su vigilancia y ejecución a los guardacostas, que actuaban con contundencia extremada para reprimir las ilegalidades. La situación resultante llevaba a los españoles a acusar a los ingleses de no respetar los tratados y a los ingleses a acusar a los españoles de maltratar a sus marinos. El número de guardacostas creció a partir de la Guerra de la Cuádruple Alianza.
La actividad guardacostas se generaba durante las primeras décadas desde los puertos cubanos de Santiago y Trinidad, extendiéndose a partir de 1720 a San Agustín en Florida y a Puerto Rico, un importante centro corsario que los británicos denominaban el "Dunkerque de América" por las depredaciones de sus naves, comparables a las de los antiguos corsarios dunkerqueses del imperio de los Austrias. La Real Compañía Guipuzcoana de Caracas, fundada en 1728, obtuvo permiso igualmente para fletar corsarios y contribuir a ello. Los guardacostas y su agresividad se incrementaron también por las tensiones políticas y comerciales de 1729, en especial bajo la batuta del almirante José Patiño, un promotor del corso, quien lo comisionó asimismo contra la piratería berberisca en el Mediterráneo.

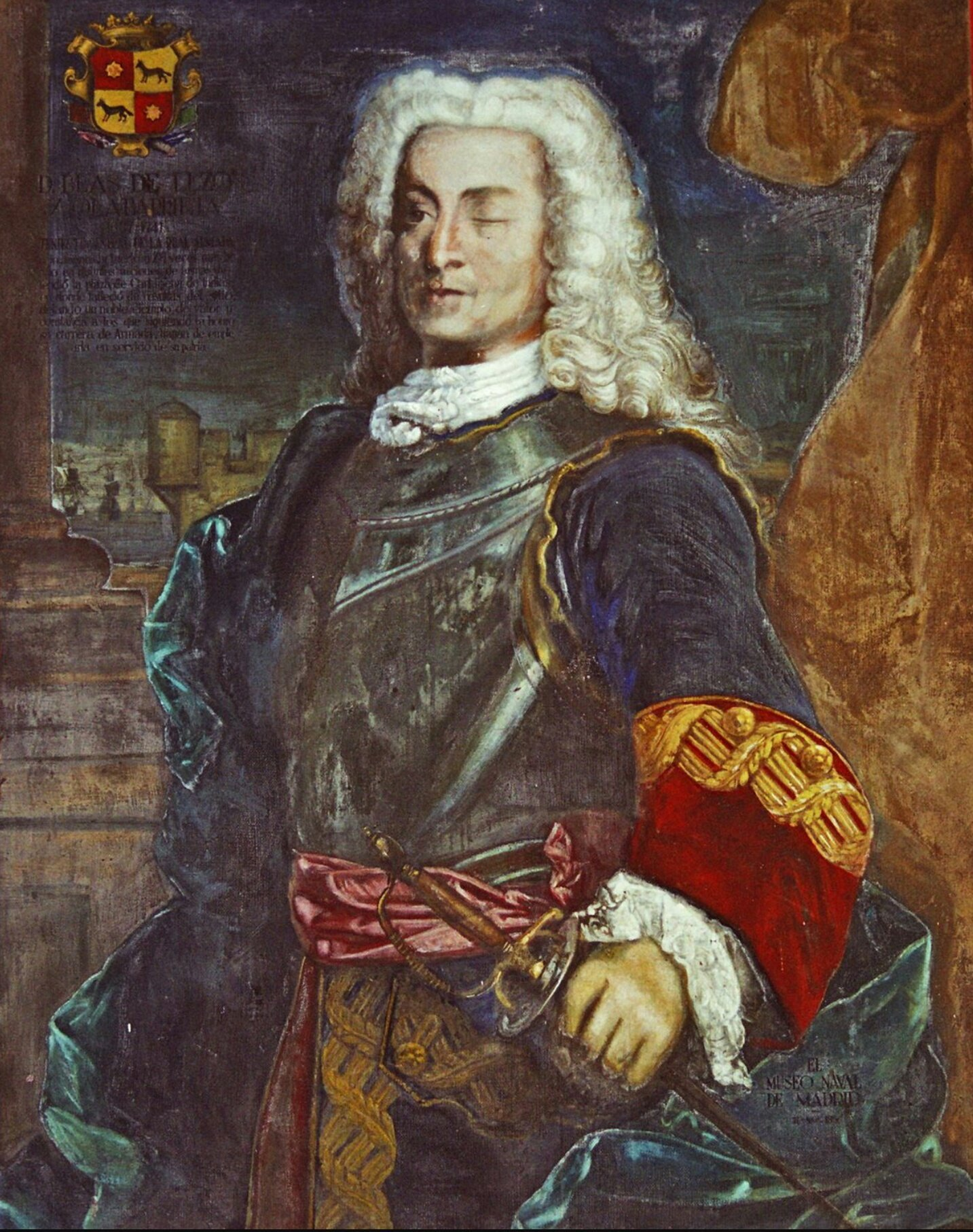
Blas de Lezo, cofundador de la Compañía de Armadores en Corso de Cartagena de Indias.

El modelo de aglutinar corsarios por parte de los guardacostas reales tuvo a capitanes de la talla de Blas de Lezo, quien fundó junto con el gobernador Pedro José Fidalgo la Compañía de Armadores en Corso de Cartagena de Indias en 1737. En 1740 se fundó además en Cuba la Real Compañía de La Habana, que obtuvo permiso para armar y desplegar corsarios guardacostas. A veces los corsarios eran financiados, paradójicamente, por élites locales hispánicas que prosperaban con el mismo contrabando y deseaban barrer a sus rivales extranjeros para obtener el monopolio. El blanco principal de sus depredaciones era la Jamaica británica, donde emboscaban el cabotaje local y el transporte de sus plantaciones.
Los choques resultaron en incidentes como el que dio paso a la Guerra de la Oreja de Jenkins, llamada así por el capitán británico que al parecer perdió una oreja a manos de un guardacostas. Los guardacostas de la Guipuzcoana llegaron a actuar como verdaderos efectivos de guerra y transporte en este conflicto. El fuerte de San Agustín, de gran actividad desde 1738, expidió numerosas patentes de corso de mano de su gobernador Manuel de Montiano a numerosos cubanos y novohispanos, además de foráneos como el famoso esclavo fugado británico Francisco Menéndez. Durante la Guerra, los guardacostas avituallaron la ciudad a expensas del tráfico mercante británico, y sus saqueos de ciudades costeras inglesas alcanzaron objetivos tan lejanos como Carolina del Sur y Delaware, donde las patrullas locales creadas en respuesta resultaron de poco éxito.
Zenón de Somodevilla, marqués de la Ensenada, se convirtió en un gran impulsor del corso con su llegada al gobierno en 1743, como también lo haría Julián de Arriaga y Ribera. Sólo entre 1747 y 1776 se capturó a 200 mercantes en las aguas del Caribe. Durante la década de 1770, la mayor centralización imperial fue separando progresivamente a los corsarios guardacostas del ámbito privado, financiándolos en su lugar con las cajas públicas bajo el llamado Derecho de Armada y Piragua. Se procuró siempre mantener la apariencia oficial de meros agentes de la ley, lo que produjo una controversia entre José de Mazarredo y Francisco Machado sobre si los buques capturados debían ser considerados presas o comisos. Fue en 1788 que los corsarios transicionaron finalmente hacia una verdadera guardia costera bajo el gobierno de Manuel Godoy, decretándose su instrucción en 1803.

## Guardacostas notables
- Agustín Blanco
- John Bear
- George Bond
- Nicholas Brown
- Pedro de Castro
- Nicolás de la Concepción
- Juan Corso
- Miguel Enríquez
- William Fox
- Felipe Geraldino
- Laurens de Graaf
- Vicente Antonio de Icuza y Arbaiza
- Jelles de Lecat
- Mateo de Luque
- Simón Mascarino
- Francisco Menéndez
- Blas Miguel
- Juan Morfa Geraldino
- Richard Noland
- Benito Socarrás y Agüero
- John Taylor
- Turn Joe
- Christopher Winter